# Germanes de l'Esperit Sant
Les Germanes Hospitalàries de l'Esperit Sant (a França), Canongesses de l'Esperit Sant (a Polònia) o, a Espanya, Comanadores de l'Esperit Sant són un orde monàstic femení format per una federació de comunitats independents, amb noms diferents en cada lloc. Són la branca femenina de l'Orde Hospitaler de l'Esperit Sant, orde religiós catòlic, de tipus militar hospitaler, fundat per Guiu de Montpeller al final del segle xii per a l'atenció als pobres, malalts i nens abandonats.

## Història
Guiu de Montpeller, cap al 1195, instituí a Montpeller una confraria de laics que s'havien d'ocupar de l'atenció als malalts i d'obtenir recursos per a mantenir l'hospital que també havia fet construir, dedicat a Santa Marta. A més, redactà una regla de vida, que fou aprovada pel bisbe de Magalona i pel papa Innocenci III el 23 d'abril de 1198 en la butlla His pricipue; el mateix papa la confirmà a la butlla Religiosam vita de 25 de novembre del mateix any. El papa, llavors, dedicà l'institut a l'Esperit Sant i convertí la confraria en un orde militar hospitaler, amb un fort component religiós, com els Hospitalers de Sant Joan de Jerusalem, però sense la funció militar, sinó només l'hospitalera. De fet, només s'hi creà una milícia al segle xiii, i fou dissolta en 1459 per Pius II.
El carisma de l'orde era, per a Guiu, de reproduir l'ideal de caritat universal, atenent els afectats per les misèries del cos i de l'esperit, donant-los atenció global. Així, els nens abandonats eren recollits i educats, els malalts guarits i atesos, i s'hi donava sostre i menjar als necessitats. Partia el fundador que la caritat no era sinó un acte de justícia.
L'orde era doble, ja que hi tenien cabuda membres dels dos sexes, i tenia diferents tipus de membres:
- religiosos, que feien vots solemnes: frares (després canonges regulars), germanes, clergues i oblats. A més dels vots de pobresa, obediència i castedat, feien un quart vot de servei als pobres i als malalts, fins i tot arriscant-hi la vida pròpia.
- laics, que feien vots simples, amb les mateixes tasques d'atenció que els religiosos.

Les dones s'encarregaven, habitualment, de l'atenció a les dones, malaltes i de l'educació.

### Expansió
Aviat, ciutats veïnes cridaren els hospitalers, que fundaren cases a Milhau, Largentiera, Barjac, etc., i altres més lluny com Marsella i Troyes. A Roma, on Guiu anà per obtenir l'aprovació de l'orde, fundà els hospitals de Sant'Agata i el de Santa Maria, al Trastevere. En 1203, el duc Eudes III de Borgonya feu donacions i fundacions a favor dels hospitalers i fundà un hospital a Dijon, on cridà frares de l'orde de Montpeller. L'any següent, en 1204, el papa Innocenci III encarregà a Guiu i l'orde de la gestió de l'hospital de Santo Spirito in Sassia de Roma, el més important de la ciutat i un dels majors hospitals d'Europa.
A imitació del papa, altres governants d'Europa obriren hospitals anomenats del Sant Esperit, alguns dels quals foren encomanats a l'orde; en 
acabar el segle xiii, ja hi havia uns cent hospitals de l'orde a Itàlia, França (especialment Borgonya i el Franc Comtat), Flandes, Suïssa, Anglaterra, Polònia, el Sacre Imperi Romanogermànic, els regnes hispànics... Al segle xv, l'orde tenia més d'un miler de cases a Europa, 400 d'elles a França.

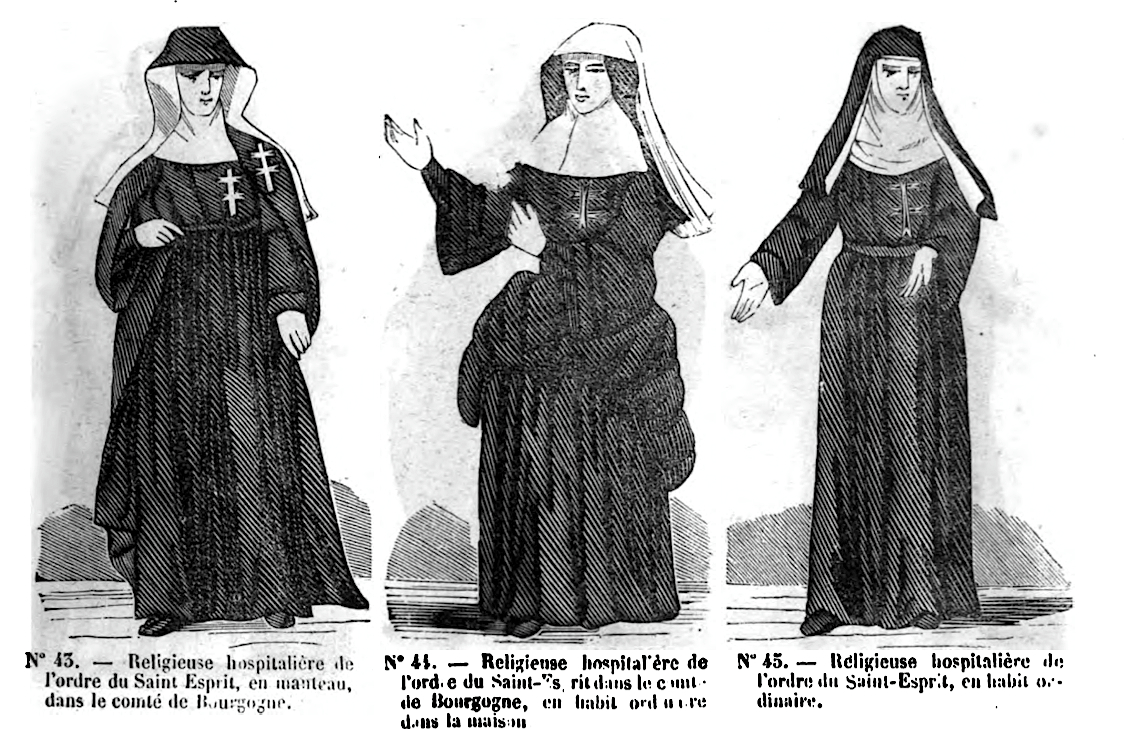
Religioses del Sant Esperit al s. XVIII, gravat
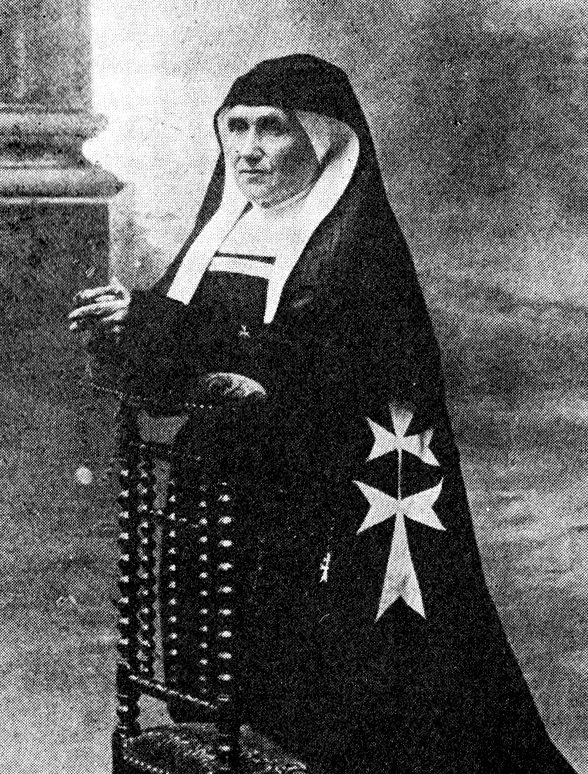
Hospitalera del Sant Esperit, foto de ca. 1940
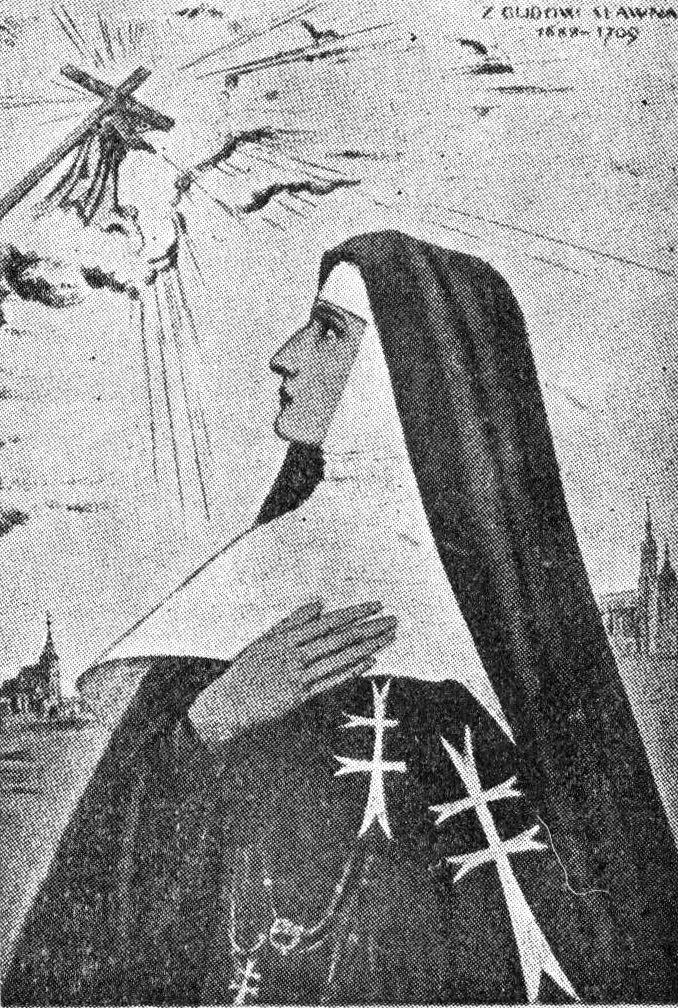
Germana Nimpha de Cracòvia, hospitalera del s. XVII

Durant el segle XVII-XVIII, l'orde es dividí en dues branques, francesa i italiana. Especialment a la francesa, es produí una crisi que portà al declivi i supressió de l'orde en 1776. Mentrestant, la branca italiana continuà la seva existència fins que fou suprimida per Pius IX en 1846.
En ésser suprimida la branca francesa de l'orde, les Germanes de l'Esperit Sant o Germanes Hospitalàries de l'Esperit Sant continuaren la seva tasca de caritat en solitari. Provaren de posar-se sota la jurisdicció del gran mestre de la branca romana, però en no ésser possible, demanaren de passar al dret comú, és a dir, de tenir la jurisdicció dels bisbes de cada comunitat. Així ho feren les germanes de Poligny, de Gray (1771) i de Besançon (1772). En 1777, les de Neufchâteau i Vaucouleurs foren acollides pel bisbat de Toul.
A Alemanya, n'hi havia cases de germanes a Memmingen i Wimpfen, fins que foren secularitzades en 1803. Les germanes de Neufchâteau marxaren en 1842 a Rouceux, on s'instal·là la casa mare, amb una superior general. Les de Poligny foren restablertes després de la Revolució francesa, i continuaren la seva tasca, especialment amb els nens i la gestió d'orfenats. Les Hospitalàries de l'Esperit Sant de Poligny el 2003 s'uniren a les Filles de l'Esperit Sant.

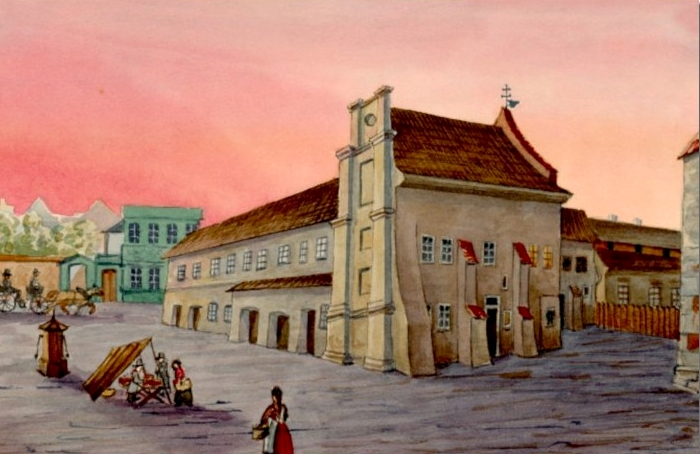
Església i hospital de l'orde a Cracòvia, estampa de ca. 1890

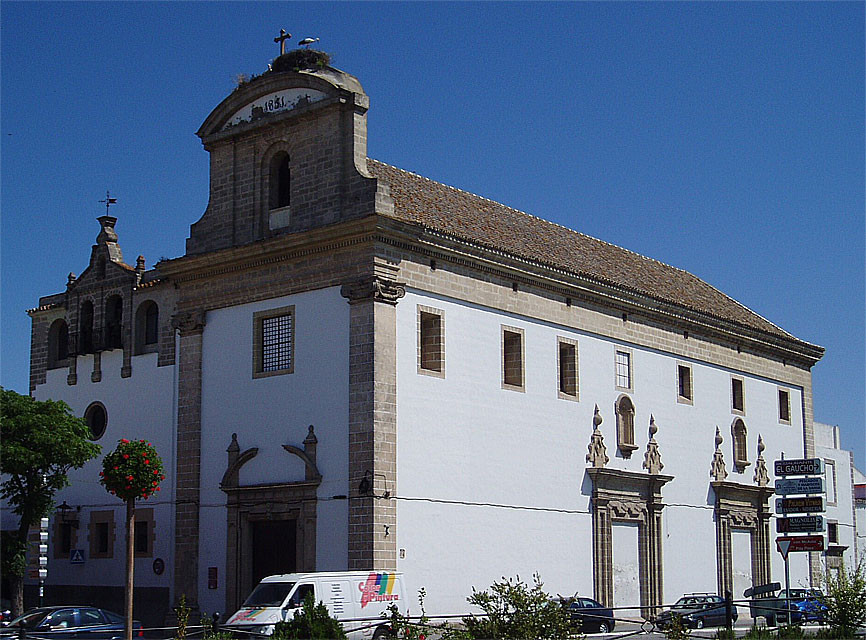
Convent de l'Espíritu Santo (Puerto de Santa María)

## Activitat i difusió
Els membres femenins de l'orde es feien càrrec dels nens abandonats, independentment del sexe, i de les malaltes, invàlides o dones amb trastorns mentals. De manera general, com diuen els seus estatuts, l'orde ha de fer qualsevol acte de misericòrdia i caritat, encara que arrisquin la pròpia vida, sempre que sigui pel bé i la salut del proïsme.
A partir del segle xv, l'orde és purament religiós i s'estableixen monestirs femenins, dedicats a la contemplació i l'assistència en hospitals i, sobretot, l'educació de noies.
En 2011, subsisteixen afiliats a l'Orde de l'Esperit Sant, set monestirs: el de Cracòvia (Polònia), fundat en 1621, que ha fundat missions a Burundi, el de Neufchâteau, i els d'Espanya: Sevilla i El Puerto de Santa María (Andalusia), i Sangüesa i Puente la Reina (Navarra), agrupats en una federació de monestirs.